# لنز کانن ئی‌اف-اس ۱۷–۵۵میلی‌متر
لنز کانن ئی‌اف-اس ۱۷–۵۵میلی‌متر (به انگلیسی: Canon EF-S 17–55mm lens) نام لنز دوربین عکاسی از نوع زوم است که توسط شرکت کانن تولید می‌شود. فاصلهٔ کانونی این لنز ۱۷ تا ۵۵ میلی‌متر، دیافراگم آن دارای ۷ تیغه و ضریب اف آن اف ۲٫۸ تا اف ۲۲ است. این لنز در ۲۰۰۷ میلادی تولید و عرضه شده‌است.